# 野坂村
野坂村（のさかむら）は、福岡県宗像郡にあった村。現在の宗像市の一部にあたる。

## 地理
釣川の支流、高瀬川上流域に位置していた。

## 歴史

### 沿革
- 1889年（明治22年）4月1日 - 宗像郡野坂村、大穂町、大穂村、王丸村が合併して村制施行し、野坂村が設立[1][2]。
- 1911年（明治44年）6月1日 - 宗像郡宮田村と合併し南郷村を新設して廃止された[1][2]。